# Sankt Nikolai kyrka, Krimovica
Sankt Nikolai kyrka (serbiska: Црква Светог Николе/Crkva Svetog Nikole) är en liten serbisk-ortodox kyrkobyggnad belägen på en platå, på en klippa nedanför byn Krimovic i kommunen Kotor, i sydöstra Montenegro.
Kyrkan är helgad åt helgonet Sankt Nikolaus.

## Historia
På den plats där Sankt Nikolai kyrka står, stod det tidigare en annan kyrkobyggnad som förstördes i en jordbävning 1979.
Projektet för den nuvarande kyrkan leddes av Borislav Vukšić, Biljana Gligorić och Tatjana Rajić. Den började byggas den 28 september 2003.
När kyrkan skulle placeras på klippan fick den lyftas över med hjälp av en kran.
Kyrkan invigdes den 27 juli 2006 av metropolit Amfilohije.

## Kyrkobyggnaden
Kyrkans storlek är 1,5 x 2,5 meter, höjd på 3,5 meter, vikten på 14 ton och rymmer knappt upp till fem personer.
Grunden är gjord av järn och betong.

## Bilder

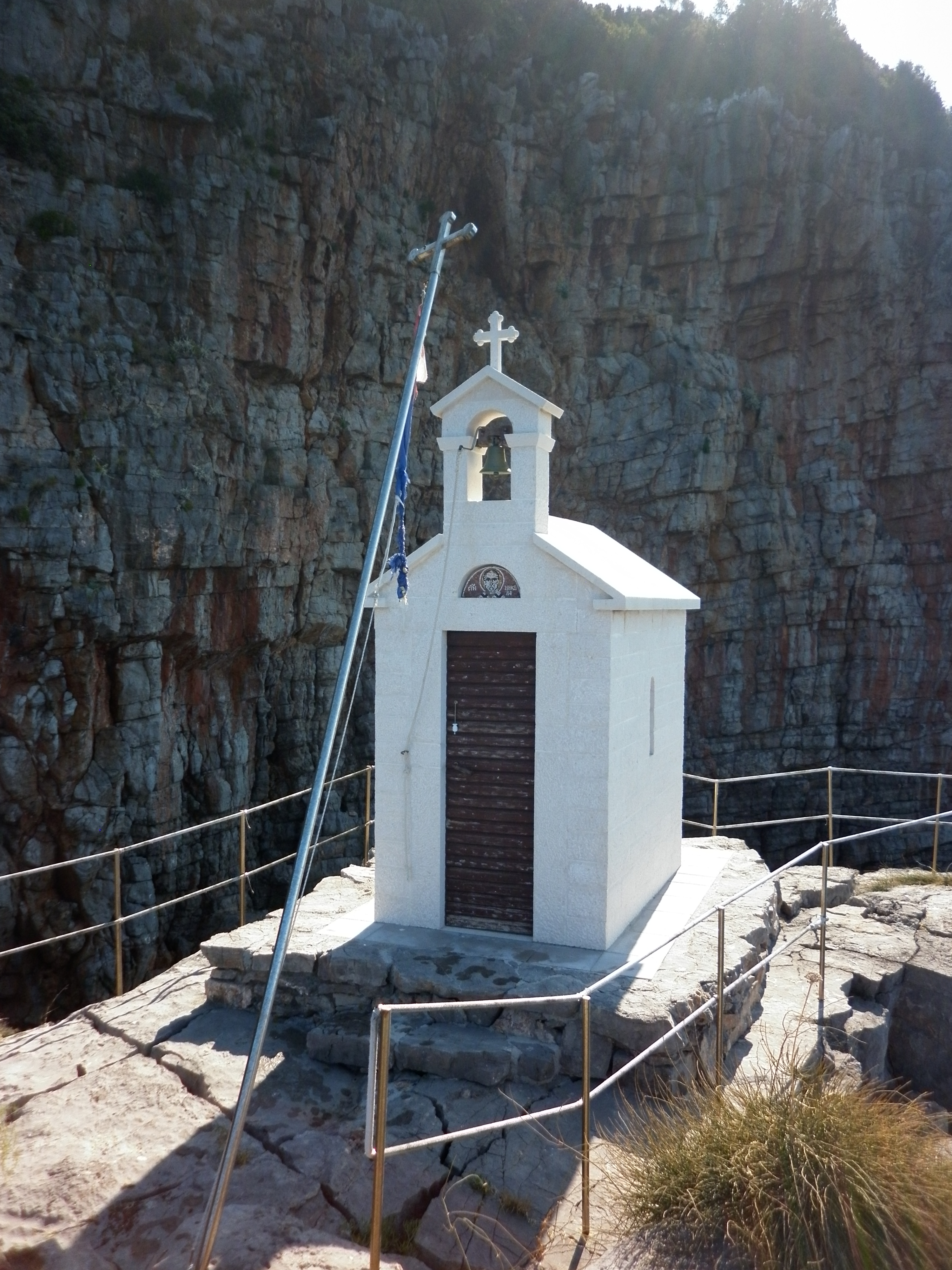
Framsidan.
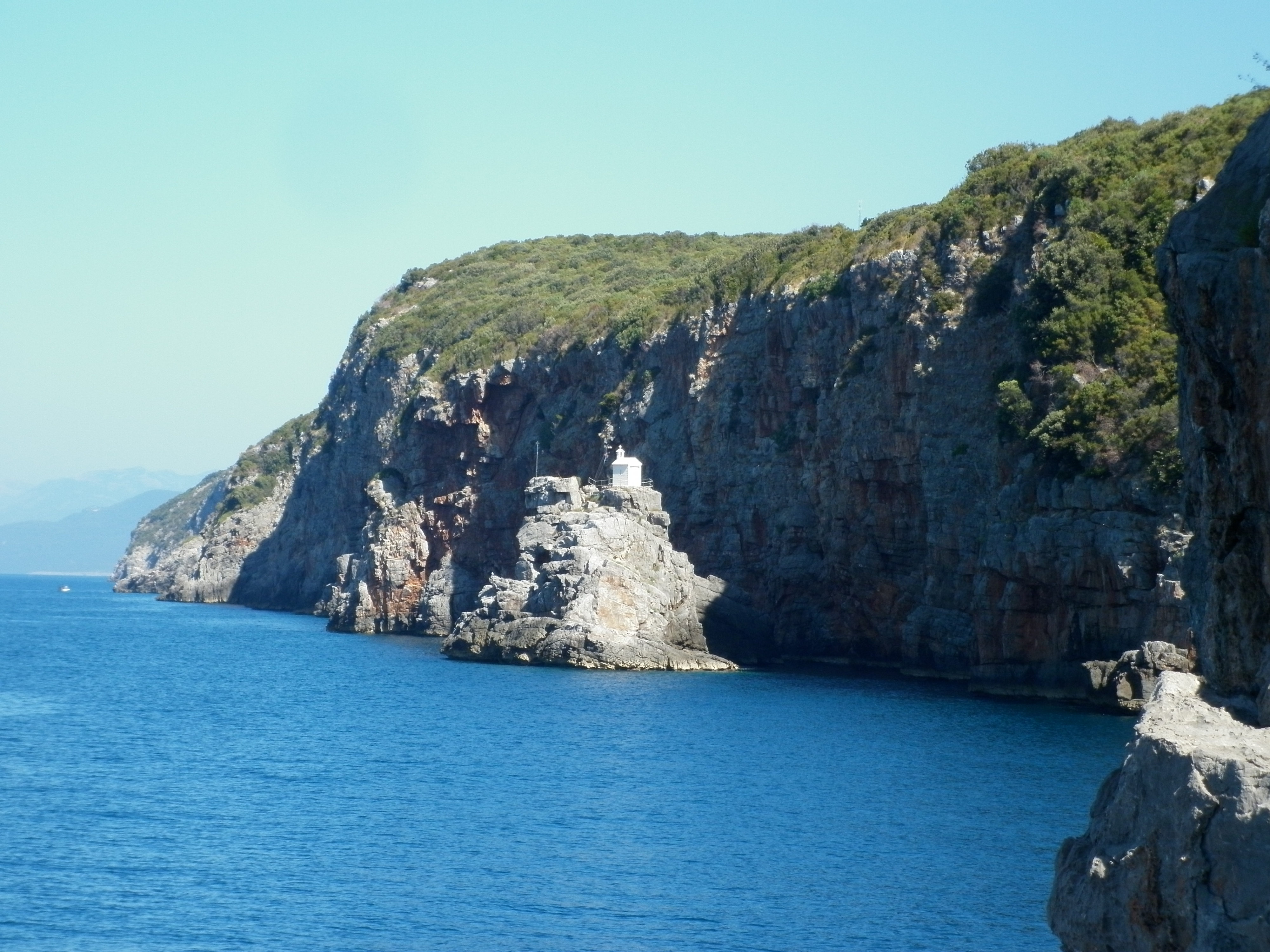
Klippan som kyrkan är belägen på.